# Kris Gemmell
Kris Gemmell né le 28 avril 1977 à Palmerston North en Nouvelle-Zélande est un triathlète professionnel, double champion d'Océanie de triathlon et champion du monde d'aquathlon.

## Biographie

### Jeunesse
Kris Gemmel commence le triathlon à la fin des années 1990. Étudiant à l'Université de Canterbury, il pratique tout d'abord le rugby à XV. C'est à l'occasion d'une blessure faite dans la pratique de son sport, qu'il est mis en relation dans le cadre de sa rééducation avec le docteur John Hellemans. Ce dernier étant de surcroit un triathlète, entraineur et vainqueur de  plusieurs titres internationaux de triathlon. En 1997, il participe aux championnats du monde de triathlon dans la catégorie junior, ceux-ci étant organisés par la Fédération internationale de triathlon (ITU) à Perth en Australie. Il prend à cette occasion la 6e place de la compétition.

### Carrière en triathlon
Kris Gemmel fait son apparition sur la scène mondiale du triathlon en 2000 en prenant la 3e place d'une manche de la coupe du monde ITU, à Tokyo. Il remporte par la suite les championnats du monde d'aquathlon 2002, il est sélectionné cette même année pour participer aux Jeux du Commonwealth à Manchester en Angleterre où il finit à la 6e place de la compétition. En 2004 et en 2007 il est 5e au classemant mondial en triathlon par l'ITU ,
Kris Gemmel échoue à se qualifier pour les Jeux olympiques d'été de 2004 à Athènes, mais il remporte néanmoins cette année-là sa première victoire en coupe du monde à Gamagori au Japon.
2005 et 2006 voient de bons résultats sur la scène mondiale et sa deuxième sélection aux Jeux du Commonwelth et il prend la 4e place aux championnats du monde.
En 2007, Il remporte plusieurs succès avec trois podiums et deux quatrièmes places. L'une des étapes de la coupe du monde étant qualificative pour l’équipe de Nouvelle-Zélande de triathlon, il est sélectionné pour participer, représentant de son pays natal aux Jeux olympiques d'été de 2008 à Beijing. Il finit pour cette première participation à la 39e place.  Il se qualifie de nouveau pour les Jeux olympiques d'été de 2012 à Londres et termine à la 15e place.
En 2010 et 2011, il remporte les championnats d'Océanie de triathlon et une première victoire sur le circuit longue distance Ironman 70.3, lors de l'épreuve de Singapour.

### Fin de carrière et suspension
Kris Gemmel met un terme à sa carrière en 2012 après un dernier podium aux championnats d'Océanie et devient entraineur agréé par la fédération internationale pour la formation et la préparation olympique des triathlètes. En 2014, il est suspendu pour 15 mois de toutes activités pour ne pas avoir respecté le programme de localisation antidopage des sportifs de haut niveau de l'agence antidopage néo-zélandaise. Ce manquement aux obligations a été constaté par deux fois en 2012 avant son terme de carrière et en 2013, Kris Gemmel ayant choisi de rester dans le programme pour pouvoir participer à quelques compétitions en élites éventuellement. Même si tout, au long de sa carrière, il n'a jamais été contrôlé positif aux produits dopants, l'agence a estimé que ce manquement à la localisation était passible d'une sanction,.

## Palmarès
Le tableau présente les résultats les plus significatifs (podium) obtenus sur le circuit national et international de triathlon et d'aquathlon depuis 2002,.
| Année | Compétition                                 | Pays             | Position           | Temps           |
| ----- | ------------------------------------------- | ---------------- | ------------------ | --------------- |
| 2012  | Championnat d'Océanie                       | Australie        | Médaille d'argent  | 1 h 47 min 24 s |
| 2011  | Championnat d'Océanie                       | Nouvelle-Zélande | Médaille d'or      | 1 h 51 min 45 s |
| 2011  | Coupe du monde - l'étape d'Auckland         | Nouvelle-Zélande | Médaille d'or      | 1 h 59 min 58 s |
| 2011  | Ironman 70.3 Singapour                      | Singapour        | Médaille d'or      | 3 h 50 min 56 s |
| 2011  | 5150 La Nouvelle-Orléans                    | États-Unis       | Médaille d'or      | 1 h 46 min 35 s |
| 2010  | Championnat d'Océanie                       | Nouvelle-Zélande | Médaille d'or      | 1 h 53 min 21 s |
| 2009  | WTS Yokohama                                | Japon            | Médaille d'argent  | 1 h 44 min 49 s |
| 2009  | WTS Londres                                 | Royaume-Uni      | Médaille de bronze | 1 h 42 min 1 s  |
| 2008  | Grand Prix de triathlon - Étape de Beauvais | France           | Médaille d'or      | Timing          |
| 2008  | Coupe du monde - l'étape de Huatulco        | Mexique          | Médaille d'or      | 2 h 3 min 23 s  |
| 2007  | Coupe du monde - l'étape de Rhodes          | Grèce            | Médaille d'or      | 1 h 51 min 53 s |
| 2006  | Coupe du monde - l'étape de Corner Brook    | Canada           | Médaille d'or      | 1 h 51 min 53 s |
| 2004  | Coupe du monde - l'étape de Gamagori        | Japon            | Médaille d'or      | 1 h 58 min 6 s  |
| 2003  | Coupe d'Asie - l'étape de Hangzhou          | Chine            | Médaille d'or      | 1 h 55 min 25 s |
| 2002  | Championnats du monde d'aquathlon           | Mexique          | Médaille d'or      | 0 h 29 min 35 s |